# Kaiserbrunnberg
Kaiserbrunnberg är ett berg i Österrike.   Det ligger i distriktet Sankt Pölten-Land och förbundslandet Niederösterreich, i den östra delen av landet, 26 km väster om huvudstaden Wien. Toppen på Kaiserbrunnberg är 576 meter över havet, eller 19 meter över den omgivande terrängen. Bredden vid basen är 0,32 km.
Terrängen runt Kaiserbrunnberg är huvudsakligen kuperad, men åt nordväst är den platt. Närmaste större samhälle är Tulln, 18,8 km norr om Kaiserbrunnberg. 
I omgivningarna runt Kaiserbrunnberg växer i huvudsak blandskog. Runt Kaiserbrunnberg är det ganska tätbefolkat, med 239 invånare per kvadratkilometer.